# Gérard Latortue
Gérard Latortue (Gonaïves, 19 de junio de 1934-Boca Ratón, 27 de febrero de 2023) fue un político haitiano, primer ministro de Haití entre el 12 de marzo de 2004 y el 9 de junio de 2006. Fue funcionario de las Naciones Unidas durante muchos años y durante un tiempo fue ministro de Asuntos Exteriores de Haití, durante la efímera administración de Leslie Manigat en 1988.

## Carrera política
En febrero de 2004, el país experimentó un golpe de Estado que provocó la expulsión y el exilio del presidente Jean-Bertrand Aristide, estableciéndose el gobierno interino de Boniface Alexandre; Rompiendo con la constitución haitiana, los poderes internacionales establecieron un "consejo de sabios" para elegir un nuevo primer ministro. Latortue fue seleccionado por el Consejo y nombrado jefe del gobierno interino el 9 de marzo mientras todavía vivía en los Estados Unidos, y juró su cargo el 12 de marzo. En junio de 2006, Jacques-Édouard Alexis sucedió a Latortue tras el restablecimiento del orden constitucional del país.
Latortue fue el jefe de la misión de observadores de Organización Internacional de la Francofonía en Togo para las elecciones parlamentarias de octubre de 2007 en ese país. Gérard Latortue, fue ex primer ministro interino de Haití y ayudó a reconstruir y unir el país después de un violento golpe de Estado a mediados de la década de 2000. El primer ministro Ariel Henry, dijo que era una gran pérdida para la nación. Describió a Latortue como  "un reformador, un patriota convencido, un eminente tecnócrata, una voz del cambio, del desarrollo (y) partidario de la democracia". Latortue, quien fue un exiliado, prestó juramento como primer ministro interino en marzo de 2004 luego de meses de derramamiento de sangre y conflictos políticos que dejaron más de 300 muertos y culminaron con la destitución del expresidente Jean-Bertrand Aristide. La agitación en ese momento causó que el  Ejército de los Estados Unidos intensificara su misión en Haití.
En una entrevista de julio de 2004 con Associated Press en Washington D. C., Latortue prometió combatir la corrupción y desarticular a las poderosas pandillas cuando solicitó 1300 millones de dólares a la comunidad internacional para ayudar a reconstruir Haití después de la violenta revuelta. En septiembre de 2005 dio la bienvenida a Haití a la ex secretaria de Estado estadounidense Condoleezza Rice, cuando ella subrayó la necesidad de que las autoridades locales aceleraran el proceso para realizar elecciones generales. Latortue dijo en ese momento que su gobierno compartía las preocupaciones del gobierno de Estados Unidos y la comunidad internacional y que respetaría los resultados de las elecciones. "Este gobierno no tiene ninguna  preocupación sobre quién será el próximo presidente. Sea quien sea, recibiremos a esa persona con los brazos abiertos y le pasaremos el poder", dijo Latortue en ese entonces. En febrero de 2006, Haití realizó elecciones generales para reemplazar al gobierno interino de Latortue, a quien sucedió el ex primer ministro Jacques-Édouard Alexis. El presidente provisional, Boniface Alexandre, fue sucedido por el expresidente René Préval.